# Židovský hřbitov ve Frýdku
Židovský hřbitov ve Frýdku byl vystavěn roku 1882, do té doby museli místní Židé pohřbívat své mrtvé na těšínském hřbitově. Hřbitov s hřbitovní budovou byl vybudován na okraji Frýdku při tehdejší císařské silnici do Těšína a Haliče a celý pozemek o rozloze 14 674 m² byl ohrazen. Pohřební bratrstvo Chevra kadiša však bylo založeno až roku 1896.
V období Protektorátu byl hřbitov zkonfiskován nacisty, k vážnému poškození však došlo v období komunistické diktatury, kdy ze hřbitova zmizelo značné množství náhrobků. Poslední pohřby se konaly počátkem padesátých let a dnes je dřívější hřbitovní budova využívána adventisty sedmého dne jako modlitebna. Roku 1998 byly některé náhrobky poškozeny vandaly, roku 2004 však byly opraveny. Další poškození způsobila na přelomu let 2015–2016 skupina dětí ve věku 12–15 let.